# Pontiac Aztek
La Pontiac Aztek è stato un crossover SUV mid-size prodotto dalla Pontiac dal 2001 al 2005.

## Il contesto
Dato che molti modelli SUV venivano raramente guidati al di fuori dei tratti asfaltati, la General Motors decise di introdurre l'Aztek, cioè un nuovo crossover che combinasse gli elementi tipici dei SUV, con le caratteristiche più comuni che si potevano trovare nelle auto tradizionali.

## La concept car originale
Mostrata al pubblico per la prima volta nel 1999, la concept car Pontiac Aztek fu ben accolta, sia dalla stampa che dai potenziali clienti. Il veicolo possedeva un design futuristico.
Il modello fu lanciato con lo slogan "Quite possibly the most versatile vehicle on the planet." (cioè, in italiano, "Probabilmente il veicolo più versatile del pianeta"), in concomitanza con il gioco televisivo "Survivor", nel 2000, trasmesso dalla CBS.

## Tecnologia

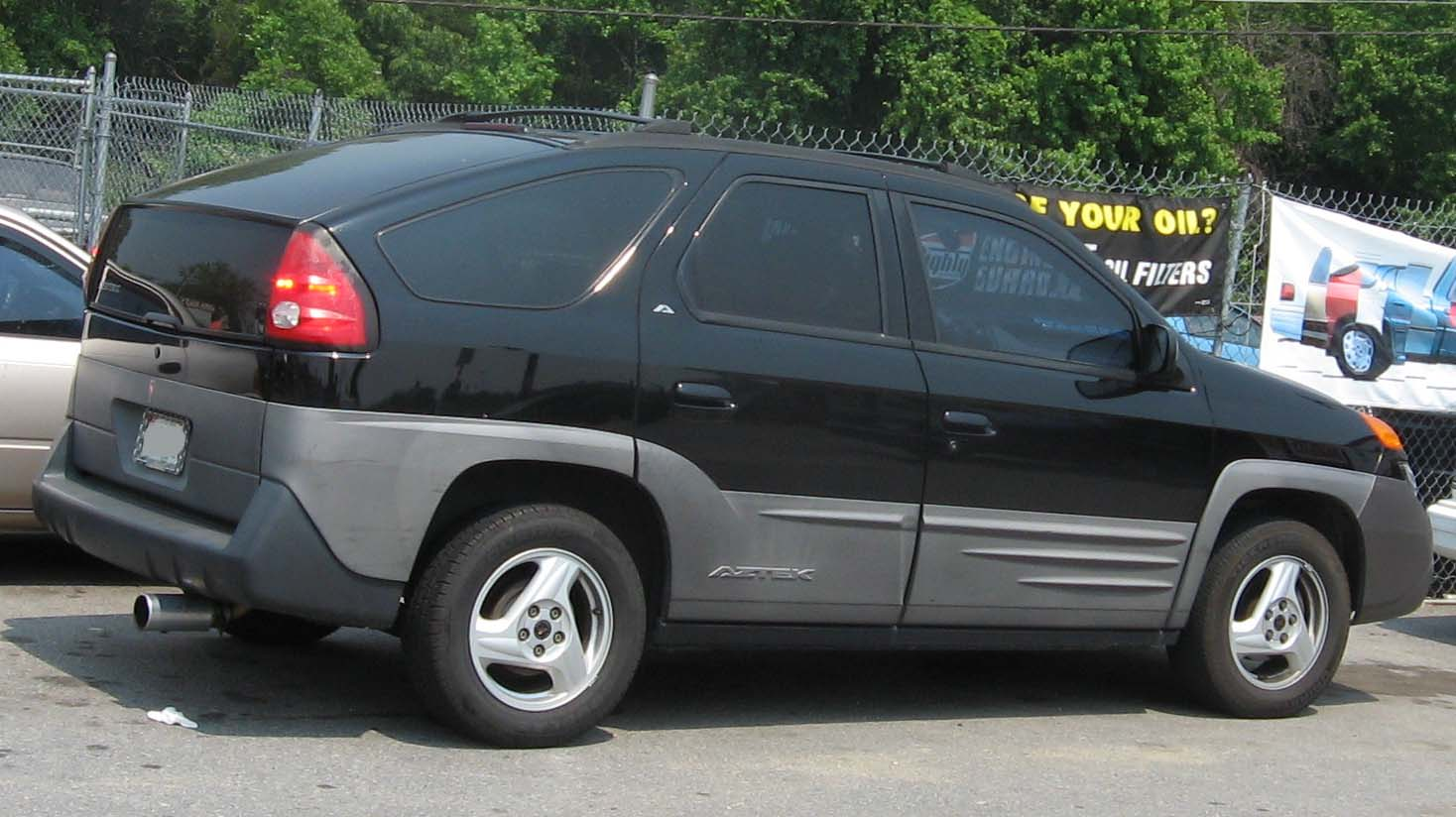
Una Pontiac Aztek del 2001

L'Aztek venne prodotto a Ramos Arizpe, in Messico, dove condivideva le linee d'assemblaggio con la Buick Rendezvous. In Canada, il modello riempì lo spazio lasciato dalla Sunrunner, che venne tolta dal mercato nel 1997, mentre negli Stati Uniti ed in Messico l'Aztek fu il primo SUV marchiato Pontiac mai commercializzato. Già al momento del lancio, la Aztek era disponibile sia a trazione anteriore sia che a trazione integrale.
L'Aztek è stato uno dei primi modelli ad essere progettati usando strumenti informatici di rapida prototipazione e visualizzazione. Il cruscotto fu disegnato e progettato dalla Johnson Controls ed era dotato, tra l'altro, di un head-up display.
Il modello aveva grande capacità di carico, e poteva trasportare, ad esempio, una tavola di compensato avente dimensioni di 1,2 m per 2,4 m; molti modelli concorrenti non avevano questa possibilità.
L'Aztek era disponibile con due opzioni di carico: un ripiano estraibile che poteva reggere fino a 180 kg di carico e che scorreva su rotelle quando veniva rimosso dal veicolo, oppure un versatile sistema costituito da una rete portaoggetti con portata massima di 91 kg e che poteva essere configurata in 22 modi differenti. L'Aztek offriva molti accessori ed opzioni adatte alla vita all'aria aperta, come una console centrale che poteva essere usata anche come frigo estraibile, ed un pacchetto tenda/materassino gonfiabile che, assieme ad un dispositivo ad aria compressa, permetteva all'Aztek di essere utilizzata anche come camper. Inoltre, erano presenti uno zainetto montato sul retro del sedile e delle barre portatutto sul tettuccio che potevano trasportare biciclette, canoe, snowboard, ed altri oggetti simili. Un sistema hi-fi della Pioneer a 10 casse, disponibile a richiesta, forniva anche una serie di controlli per il portellone posteriore. Inoltre, era offerto un insolito portellone in due pezzi con portabicchieri incorporato e sedili profilati per un maggior comfort.
Nel 2004, l'Aztek fu disponibile anche in un'edizione limitata. Questa versione aveva in dotazione sedili rivestiti in pelle, un sistema hi-fi migliore, uno spoiler posteriore ed il sedile del guidatore regolabile elettricamente. Fu però in commercio per soli due mesi.
L'Aztek non possedeva le spazzole tergicristalli per il lunotto posteriore, sebbene molti SUV concorrenti lo prevedessero (comunque, modelli a due porte come gli Chevrolet Suburban e Tahoe lo omettevano).
Montato sul pianale U GMT250 della General Motors, l'Aztek aveva installato un motore LA1 V6 a 60° da 3,4 L. L'unico cambio disponibile fu il 4T65-E, che era automatico a quattro rapporti.
È stato commercializzato con un solo tipo di carrozzeria, crossover SUV quattro porte.

## Sicurezza
L'Insurance Institute for Highway Safety (IIHS) diede all'Aztek il giudizio di Marginal per quanto riguarda gli urti frontali. Non fu eseguito nessun crash test per gli urti frontali.
I risultati dei crash test operati dalla National Highway Traffic Safety Administration (NHTSA) nel 2004 furono:
- Impatto frontale lato guidatore:
- Impatto frontale lato passeggero:
- Impatto laterale lato guidatore:
- Impatto laterale lato passeggero:

## Le vendite negli Stati Uniti d'America
| Anno   | Vendite negli USA |
| ------ | ----------------- |
| 2001   | 27.322            |
| 2002   | 27.798            |
| 2003   | 27.360            |
| 2004   | 20.593            |
| 2005   | 5,024             |
| 2006   | 347               |
| 2007   | 69                |
| Totale | 108.512           |

## Le critiche
L'Aztek fu pesantemente criticato per la sua linea. Il TIME, in un articolo del 2007, definì il modello come una delle peggiori autovetture di tutti i tempi, mentre nel 2010 lo incluse nella lista delle 50 peggiori invenzioni di sempre. Un sondaggio dell'agosto del 2008 del The Daily Telegraph mise l'Aztek al primo posto della classifica delle 100 auto più brutte di tutti i tempi. Un articolo della rivista "The Street" piazzò l'Aztek al primo posto nella classifica delle auto più brutte di sempre, aggiungendo che il lancio del modello aveva distrutto la reputazione della Pontiac.
Nel 2013 un concessionario statunitense ha messo in vendita su Ebay, per 7600$, il primo esemplare prodotto, con solo 12.461 km percorsi. Il modello è stato esposto in salone dal 2009, al prezzo di 16.999$, ma non ha mai trovato un acquirente.

## La Pontiac Aztek nei media
La Pontiac Aztek è l'auto personale del professore Walter White nella serie televisiva Breaking Bad.